# Långtjärnet (Eda socken, Värmland, 664980-130849)
Långtjärnet är en sjö i Eda kommun i Värmland och ingår i Göta älvs huvudavrinningsområde. Sjön har en area på 0,195 kvadratkilometer och ligger 148,7 meter över havet.

## Delavrinningsområde
Långtjärnet ingår i det delavrinningsområde (664943-130447) som SMHI kallar för Gräns mot Norge. Medelhöjden är 167 meter över havet och ytan är 49,64 kvadratkilometer. Det finns ett avrinningsområde uppströms, och räknas det in blir den ackumulerade arean 122,89 kvadratkilometer. Billan som avvattnar avrinningsområdet har biflödesordning 4, vilket innebär att vattnet flödar genom totalt 4 vattendrag innan det når havet efter 313 kilometer. Avrinningsområdet består mestadels av skog (74 procent) och sankmarker (12 procent). Avrinningsområdet har 0,53 kvadratkilometer vattenytor vilket ger det en sjöprocent på 1,1 procent.